# Museumsufer
A Museumsufer (magyarul Múzeumi rakpart) Frankfurt am Main múzeumi negyede a Majna folyó partján, elsősorban a Sachsenhausen városnegyedhez tartozó déli parton, illetve annak közvetlen közelében, a belvárosi oldalon. Minden év augusztus utolsó hétvégéjén rendezik a Museumsuferfest rendezvénysorozatot, minden tavasszal pedig megtartják a Múzeumok éjszakáját.

## Története
A múzeumi folyópart kialakításának gondolatát, az ottani múzeumok csoportba szervezését és a terület ennek megfelelő kiépítését egy 1977-es helyi választási kampány során vetette fel Hilmar Hoffmann önkormányzati kulturális vezető, korábbi szakmai elképzelések felkarolásával. A tervet megvalósítva 1980 és 1990 között a helyszínen található múzeumokat felújították és újakat is építettek, illetve erre a célra átalakítottak korábban gazdag polgárok, úgynevezett patríciusok tulajdonában álló ottani villákat. A munkában egy sor neves építész, így Richard Meier, Oswald Mathias Ungers, Josef Paul Kleihues, Günter Behnisch és Hans Hollein vettek részt.
A fejlesztési munkák később is folytatódtak. 2008-tól kibővítették és felújították a Städel Museumot, renoválták a Deutsches Filmmuseumot.  Ugyancsak újjáépítették a Frankfurti Történeti Múzeum épületét.
2007 októberében 34 frankfurti múzeum csatlakozott „Museumsufer Frankfurt“ projekthez, hogy hasonló közös márkát, nemzetközileg is ismert múzeumi negyedet hozzon létre, mint a bécsi múzeumi negyed, a MuseumsQuartier vagy a berlini Múzeum-sziget. Logójuk azt a hét hidat szimbolizálja, amelyek a Museumufernél a Majnát keresztezik. Közös jegyeket és bérleteket is kibocsátanak.

## Múzeumok
A Majna déli partján kilenc múzeum sorakozik az Eiserner Steg és a Friedensbrücke nevű hidak között. Ezek folyásirányban a következők: 
- Ikonmúzeum a Német Lovagrend templomához tartozó épületben
- Iparművészeti Múzeum (Frankfurt am Main) és a Villa Metzler
- Weltkulturen Museum
- Deutsches Filmmuseum
- Deutsches Architekturmuseum
- Museum für Kommunikation Frankfurt (korábbi Bundespostmuseum)
- Städel Museum
- Liebieghaus (szobrászat)
- Museum Giersch (regionális művészeti múzeum)

A Majna északi partján Frankfurt belvárosában, a rakparton található a Frankfurti Zsidó Múzeum és a Frankfurti Történeti Múzeum. A folyóparttól kissé beljebb található a Kunsthalle Schirn galéria, a Museum für Moderne Kunst, a Museum Judengasse és a Frankfurti Régészeti Múzeum az egykori karmelita kolostor épületében. A Majna szigetén az Alte Brücke hídnál 2006-ban kiállítótermet nyitottak meg Neuer Portikus néven.
A Majna déli (bal) partján, a múzeumok előtti út hosszú szakaszát lezárva, minden második szombaton bolhapiacot tartanak, ami néhány kisebb múzeum megközelítését kissé megnehezíti.